# تيار البرازيل
تيار البرازيل

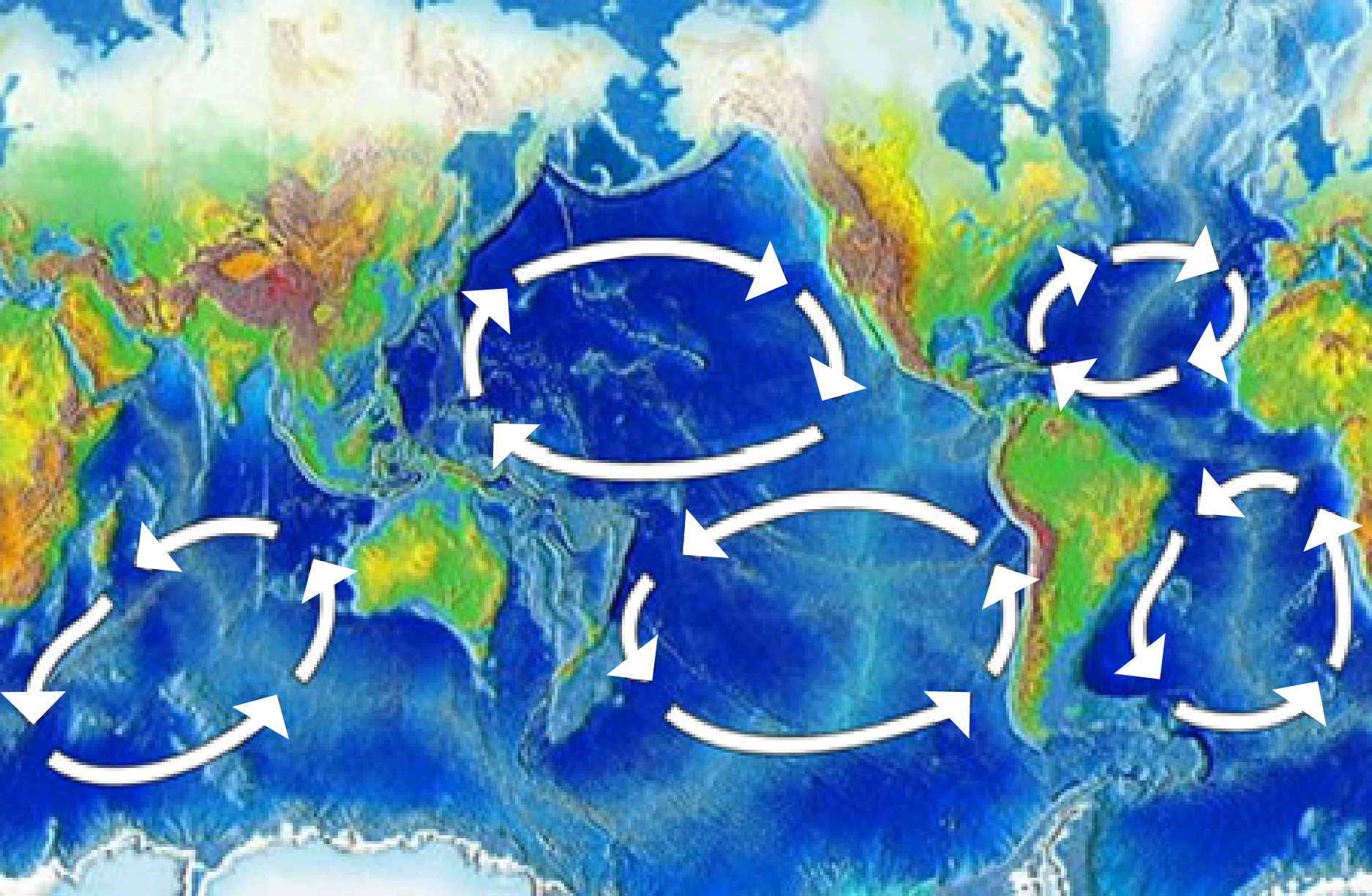

هو تيار مائي محيطي حار, يعد استمراراً لجزء من مياه التيار الاستوائي الجنوبي بدءاً من رأس ساوروك  مسايراً لساحل البرازيل الشرقي حتى خط عرض 40 درجة جنوباً تقريباً, حيث يتحول اتجاهه نحو الشرق عبر المحيط الأطلسي الجنوبي منساقاً بالرياح الغربية السائدة.
المصدر
المعجم الجغرافي المناخي